# Россия на «Евровидении-2013»
Россия принимала участие в конкурсе песни Евровидение 2013 в Швеции, в городе Мальмё. В 2013 году Россия принимала участие в конкурсе песни Евровидение в семнадцатый раз. Представитель страны был выбран посредством закрытого отбора. Им стала победительница первого сезона телешоу «Голос» Дина Гарипова, которая на конкурсе Евровидение 2013 заняла пятое место.

## Отбор участника
Представитель России был выбран закрытым отбором, участника определил национальный вещатель Первый канал.
19 февраля 2013 года стало известно, что Россию на конкурсе представит Дина Гарипова с песней «What If», написанной шведскими продюсерами Габриэлем Аларесом и Йоакимом Бьорнбергом в соавторстве с бывшим бас-гитаристом группы «Автограф» Леонидом Гуткиным. Премьера песни состоялась в эфире программы «Время» 24 февраля.

## Обвинения в плагиате
После премьеры песни некоторые интернет-издания сообщили о возможном плагиате и заимствовании авторами фрагментов чужих произведений, в частности указывается на сходство с песней Сары Коннор «Skin On Skin». Также куплет российской конкурсной песни напоминает песню польской певицы Госи Анджеевич «Pozwol żyć», а припев — песню группы All Time Low «Painting Flowers», песню Брайана Кеннеди «All Over The World» и композицию группы Hear'Say «Carried Away».

## Выступление на конкурсе
Дина Гарипова называлась в числе фаворитов конкурса в букмерских (William Hill, Ladbrokes и другие) прогнозах.
Она выступала 14 мая под шестым номером (из 16) в первом полуфинале и 18 мая под десятым номером (из 26) в финале.
В первом полуфинале певица заняла второе место, получив очки от всех стран и максимальное количество баллов (12) от Дании и уступив только будущей победительнице из этой же страны. В финале заняла пятое место со 174 очками, уступив только представителям Дании, Азербайджана, Украины и Норвегии.
На церемонии открытия Дина Гарипова ведущим по ошибке была названа Дианой.
Она выступала в длинном изящном платье розово-кораллового цвета с кружевами в окружении буднично одетых четырёх бэк-вокалистов — двух мужчин в светлых костюмах и двух девушек в белых платьях (в том числе профессионального педагога по вокалу из Швеции Софии Лилия и одного из авторов песни Габриэля Алареса).
В номере были использованы огромные шары, подсвеченные изнутри желтовато-розовым цветом и брошенные в зрительский зал бэк-вокалистами, а также подсвеченные меньшие голубые шары. После этого над зрителями поднялись подсвеченные фонари оснащения сцены, а зрители разошедшимися по тёмному залу волнами начали размахивать тысячами зажжённых фонариков.
Самая титулованная из участниц конкурса Бонни Тайлер на вопрос «кто ей понравился на Евровидении 2013» ответила: «Девочка из России. Больше никто».
В родном городе певицы, Зеленодольске, на центральной площали был специально установлен большой экран, по которому сотни зрителей во главе с мэром смотрели прямые трансляции её и других выступлений конкурса до его окончания.

### Результаты
| 12 баллов | 10 баллов                                                                                       | 8 баллов              | 7 баллов                                      | 6 баллов |
| --------- | ----------------------------------------------------------------------------------------------- | --------------------- | --------------------------------------------- | -------- |
| - Дания   | - Австрия - Белоруссия - Кипр - Эстония - Ирландия - Литва - Словения - Швеция - Великобритания | - Хорватия - Молдавия | - Бельгия - Черногория - Нидерланды - Украина | - Сербия |
| 5 баллов  | 4 балла                                                                                         | 3 балла               | 2 балла                                       | 1 балл   |
|           | - Италия                                                                                        |                       |                                               |          |

Ноль баллов — нет.
| 12 баллов                  | 10 баллов                              | 8 баллов              | 7 баллов                                                    | 6 баллов                                            |
| -------------------------- | -------------------------------------- | --------------------- | ----------------------------------------------------------- | --------------------------------------------------- |
| - Эстония - Латвия         | - Ирландия - Словения - Великобритания | - Белоруссия - Сербия | - Армения - Дания - Израиль - Литва - Молдавия - Черногория | - Хорватия - Македония - Франция - Грузия - Испания |
| 5 баллов                   | 4 балла                                | 3 балла               | 2 балла                                                     | 1 балл                                              |
| - Болгария - Кипр - Швеция | - Нидерланды - Украина - Бельгия       |                       | - Финляндия - Германия                                      | - Исландия                                          |

Ноль баллов —  Албания,  Австрия,  Азербайджан,  Греция,  Венгрия,  Италия,  Мальта,  Норвегия,  Румыния,  Сан-Марино,  Швейцария.

### Голоса от России
| Голоса телезрителей и Жюри России в полуфинале | Голоса телезрителей и Жюри России в полуфинале |
| ---------------------------------------------- | ---------------------------------------------- |
| Оценка                                         | Страна                                         |
| 12                                             | Молдавия                                       |
| 10                                             | Дания                                          |
| 8                                              | Бельгия                                        |
| 7                                              | Украина                                        |
| 6                                              | Ирландия                                       |
| 5                                              | Эстония                                        |
| 4                                              | Хорватия                                       |
| 3                                              | Нидерланды                                     |
| 2                                              | Белоруссия                                     |
| 1                                              | Литва                                          |

| Голоса телезрителей России в финале | Голоса телезрителей России в финале |
| ----------------------------------- | ----------------------------------- |
| Оценка                              | Страна                              |
| 12                                  | Азербайджан                         |
| 10                                  | Греция                              |
| 8                                   | Бельгия                             |
| 7                                   | Норвегия                            |
| 6                                   | Молдавия                            |
| 5                                   | Грузия                              |
| 4                                   | Дания                               |
| 3                                   | Нидерланды                          |
| 2                                   | Армения                             |
| 1                                   | Украина                             |